# Cantó de Gordon
El cantó de Gordon és un cantó francès al districte de Gourdon, (departament de l'Òlt, regió d'Occitània). Inclou 10 municipis  (Anglars e Nosac, Gordon, Milhac, Pairinhac, Rofilhac, Sent Circ de Madelon, Sent Circ e Solhaguet, Sent Clar, Sent Proget i Lo Vigan)i el cap cantonal és la subprefectura de Gordon (Òlt).
| Data d'elecció                           | Identitat         | Partit | Qualitat |
| ---------------------------------------- | ----------------- | ------ | -------- |
| 1976-1988                                | Lucien Cabanès    | MRG    |          |
| 1988-                                    | Etienne Bonnefond | PRG    |          |
| les dades anteriors no són pas conegudes |                   |        |          |
|                                          |                   |        |          |

| 1962  | 1968  | 1975  | 1982  | 1990  | 1999  | 2006  |
| ----- | ----- | ----- | ----- | ----- | ----- | ----- |
| 6.634 | 7.498 | 7.250 | 7.482 | 7.583 | 7.995 | 8.178 |